# レイラニ・カイ
レイラニ・カイ（Leilani Kai、本名：Patty Seymour、1960年1月23日 - ）は、アメリカ合衆国の女子プロレスラー。フロリダ州タンパ出身。リングネームは容貌がハワイアンを思わせるところから由来。亡夫はプロレスラーのハンス・シュローダー。
1970年代から1980年代にかけて日米のリングで活動し、多くのタイトルを獲得。WWFではジミー・ハートをマネージャーに、ジュディ・マーチンとのタッグチーム「グラマー・ガールズ（The Glamour Girls）」で活躍、JBエンジェルズ（立野記代&山崎五紀）と抗争を繰り広げた。近年もアメリカのインディー団体へのスポット参戦を続けている。

## 来歴
1975年
- MACWでプロレスラーデビュー。
- 国際プロレスに初来日

1979年
- 「日米対抗リーグ戦」で全日本女子プロレス初参戦。

1985年
- 2月18日、ウェンディ・リヒターを破りWWF女子王座獲得。
- 8月、ジュディ・マーチンと組んでWWF女子タッグ王座獲得。

1986年
- 8月21日、WWWAオールパシフィック王座獲得。

1994年
- FMWに来日。

2003年
3月12日、TNAにてNWA世界女子王座獲得。
2006年
- NWA殿堂入り。

## 獲得タイトル
- WWF女子王座
- WWF世界女子タッグ王座（w / ジュディ・マーチン）
- LPWAタッグ王座（w / ジュディ・マーチン）
- NWA世界女子王座
- PGWA王座
- オールパシフィック王座
- NWA殿堂 : 2006年度

## 得意技
- ダイビング・ボディ・プレス
- ダブルリスト・アームサルト